# Hammerkopfturm

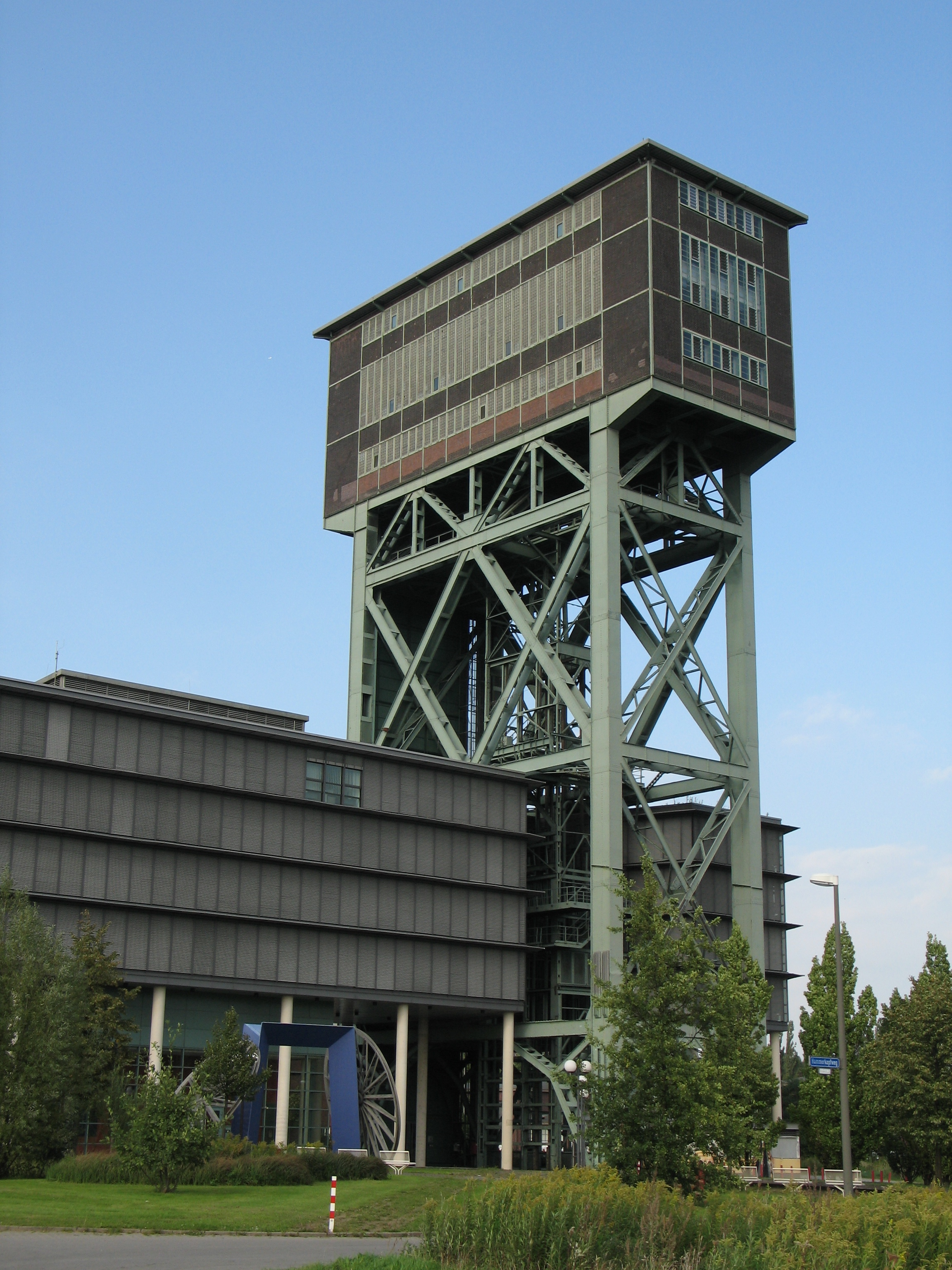
Hammerkopfturm Schacht 4, Zeche Minister Stein in Dortmund. Im nachträglich angebauten, länglichen Unterbau befinden sich Büroeinrichtungen

Als Hammerkopfturm wird eine spezielle Bauart von Fördertürmen bezeichnet. Die charakteristische Form mit schlankem Unterteil und überkragendem Kopf, in dem sich die Fördermaschinen befinden, gab den Hammerkopftürmen ihren Namen.
Im Gegensatz zu den früher verwendeten Fördergerüsten (Tomson-Bock, Englischer Bock) wurden Hammerkopftürme ab ca. 1915 in geschlossener Bauweise errichtet. Von den ursprünglich zahlreichen Hammerkopftürmen sind heute nur noch wenige als Industriedenkmal erhalten.

## Beispiele
- Schacht 4 der Zeche Minister Stein in Dortmund-Eving
- Schacht Erin 3 in Castrop-Rauxel
- Schacht Folschviller 1, Folschviller  / Saar-Lor-Lux, Lothringen
- Schacht 2 der Zeche Heinrich Robert, Bergwerk Ost
- Schacht Camphausen IV, Fischbach-Camphausen (Saarland)
- Schacht „Kaiser Wilhelm“ der Hohenzollerngrube in Schomberg bei Bytom

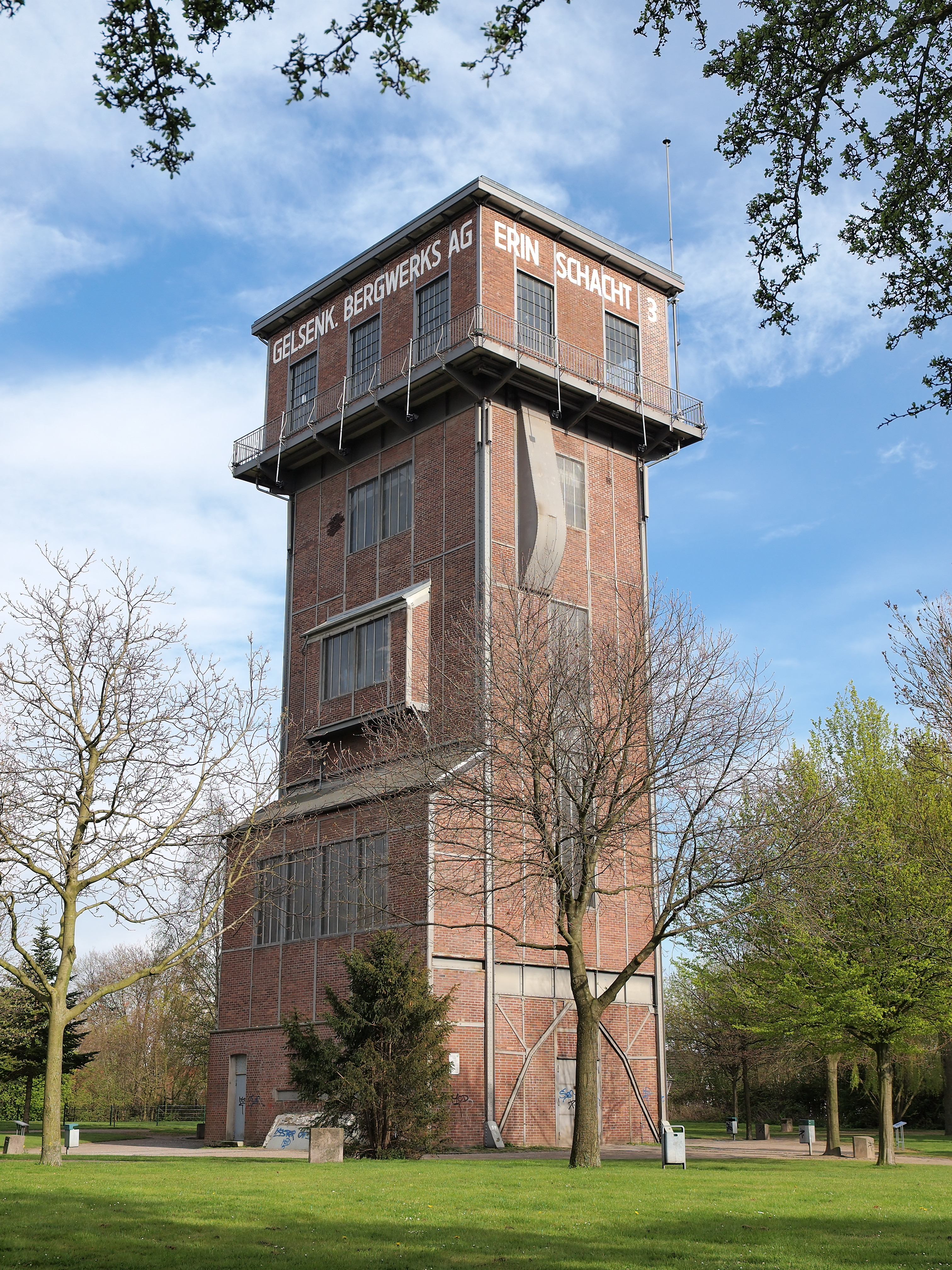
Wetterschacht 3 der Zeche Erin auf Schwerin
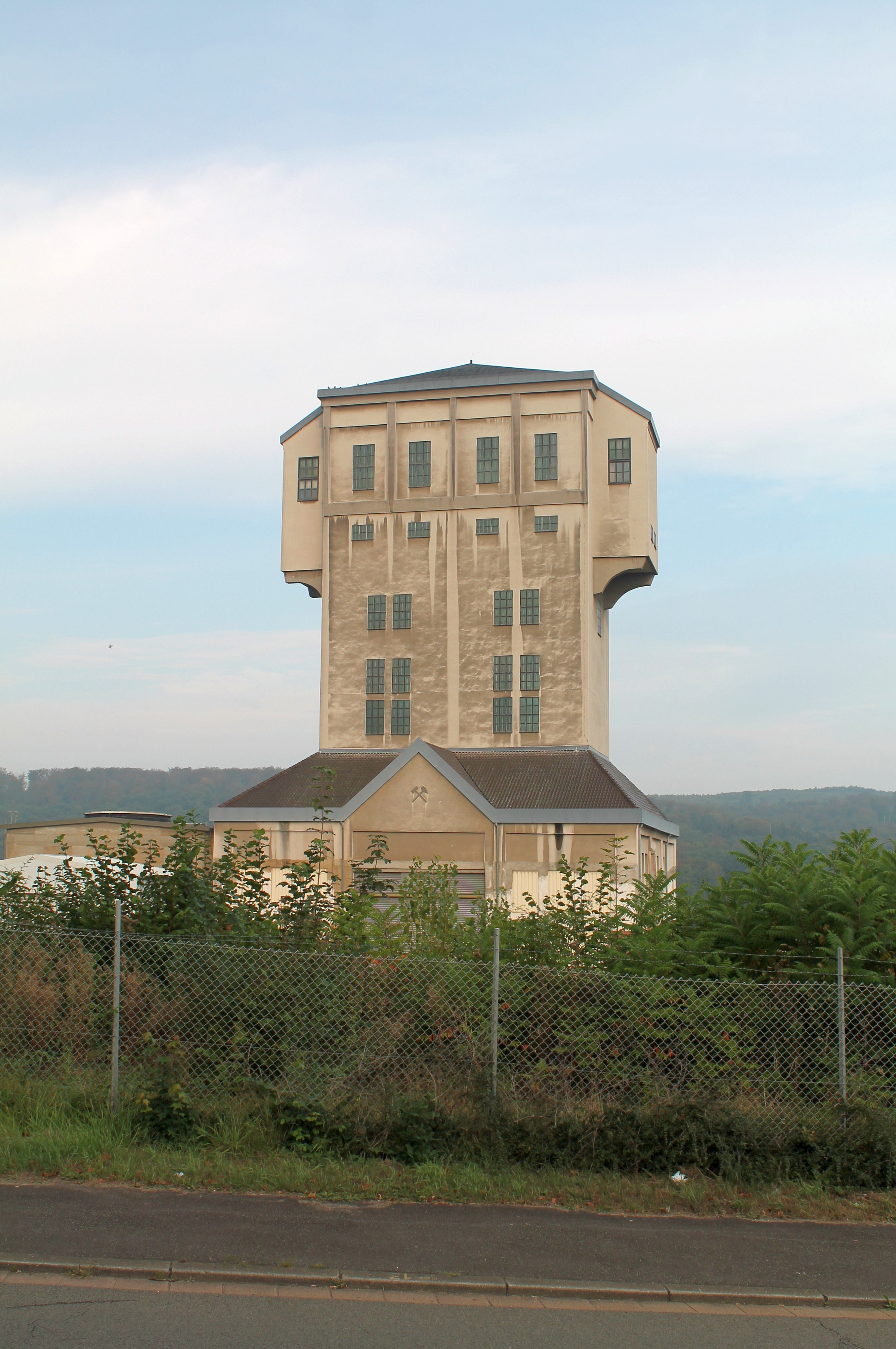
Schacht IV der Grube Camphausen, Saarland
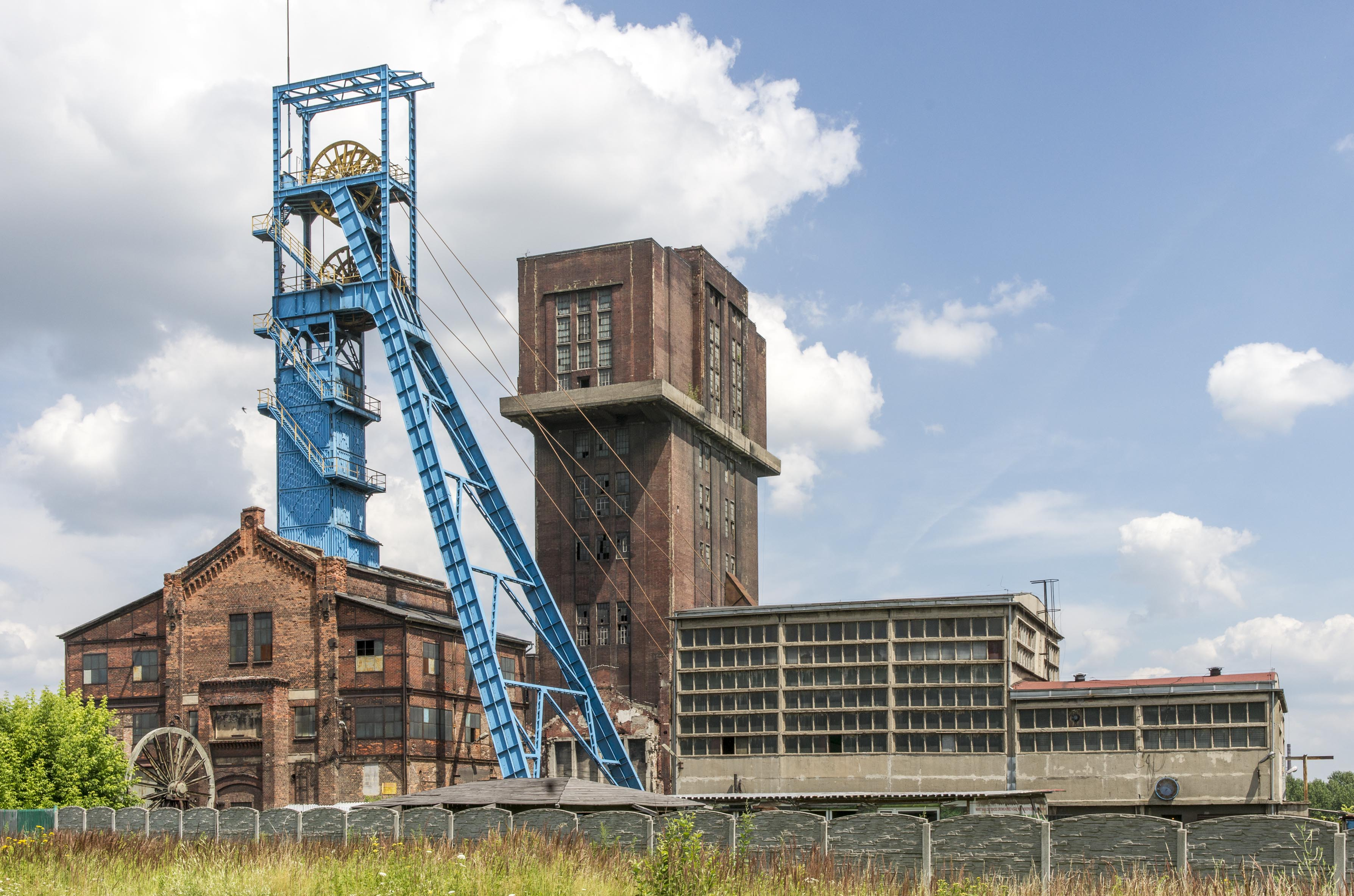
Hohenzollerngrube, Schlesien

## Auszeichnungen
Die Bundesingenieurkammer zeichnete 2016 den Hammerkopfförderturm des Schachtes IV der Grube Camphausen als historisches Wahrzeichen der Ingenieurbaukunst in Deutschland aus.